# Kolkom (Gourcy)
Pour les articles homonymes, voir Kolkom.
Kolkom est une localité située dans le département de Gourcy de la province du Zondoma dans la région Nord au Burkina Faso.

## Santé et éducation
Le centre de soins le plus proche de Kolkom est le centre médical avec antenne chirurgicale (CMA) de la province à Gourcy.
Kolkom possède une école primaire publique.